# Un invierno en Mallorca

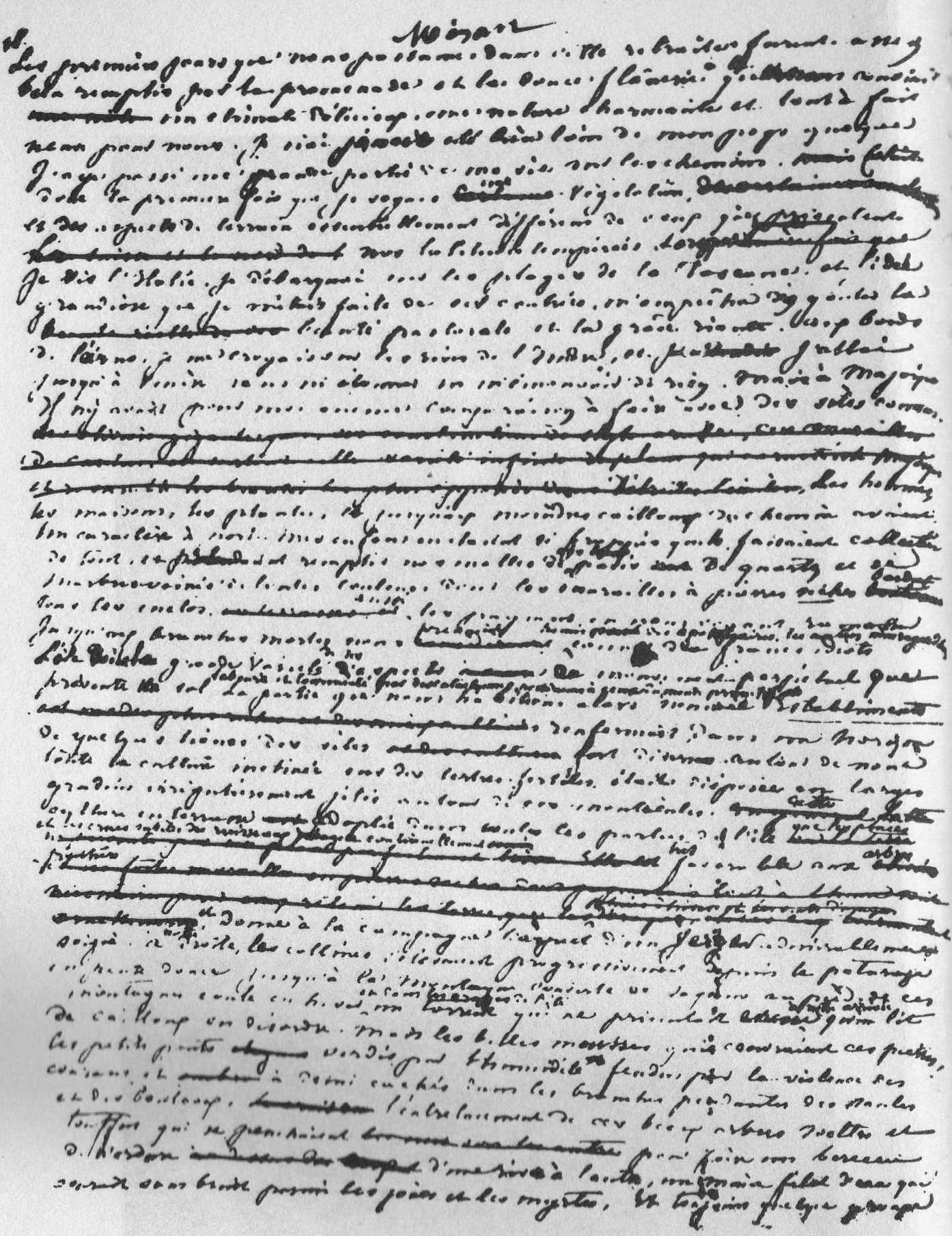
Página manuscrita de la obra.

Un invierno en Mallorca (cuyo título original en francés es Un hiver à Majorque) es un cuaderno de viaje autobiográfico escrito por George Sand, amante por entonces de Frédéric Chopin, y editado en 1842, aunque apareció por primera vez en 1841 en la Revue des deux mondes. 
En esta obra, Sand relata las vivencias de su viaje y de su estancia con Chopin en la isla de Mallorca a causa de la enfermedad del pianista. Sand y Chopin y los dos niños de Sand permanecieron en la cartuja de Valldemosa por 95 días, desde finales de 1838 hasta febrero de 1839, tiempo en el que pretendían que la salud de Chopin mejorara, aunque allí en las Baleares confirmaron que había contraído tuberculosis. Sin embargo, ese año el invierno fue duro y su situación no mejoró, así que no tardaron en volver a Barcelona, luego a Marsella y por último a París.

## Adaptaciones
En 1969, Jaime Camino adaptó la novela con Lucía Bosé en el papel de Sand y Christopher Sandford en el de Chopin.
En 2013, Román Piña publica la novela El general y la musa, en la que fabula sobre el legado de Sand y Chopin en Valdemosa y relata la disputa de los dueños de los pianos que Chopin tocó y la celda (estancia) que habitó.

## Resumen
Invierno de 1838. La autora toma un barco hacia Mallorca, y llega a Palma. Le acompañan sus hijos y Frédéric Chopin quien está gravemente enfermo. Tiene que alojarse en la ciudad y luego en la Cartuja de Valdemosa. La comida es cara, hay mucho cerdo y los campesinos son tan desagradables como deshonestos. El olor del aceite de oliva de mala calidad apesta.
Sand descubre y reconoce las bellezas arquitectónicas y naturales de la isla, que, sin embargo, no siempre se parece a los libros leídos antes de partir. La autora, que postula que "el carácter de un pueblo se revela en su traje y mobiliario, así como en sus rasgos y lenguaje", asume la ausencia de toda "vida intelectual" en el mallorquín.
Además, esta última sería, por esencia y cultura, profundamente perezosa: 
Cuando uno se pregunta en qué puede gastar sus rentas un rico mallorquín en un país donde no hay lujos ni tentaciones de ningún tipo, sólo se lo puede explicar viendo su casa llena de sucios holgazanes de ambos sexos, que ocupan una parte de los edificios reservada para ello, y que, en cuanto han pasado un año al servicio del amo, tienen derecho durante toda su vida a alojamiento, vestido y comida.
La agricultura no está menos atrasada allí que en algunas regiones francesas, pero, para George Sand, el campesino mallorquín es increíblemente pobre, blando y lento: 
En nuestras provincias centrales, donde la agricultura está más atrasada, el uso del agricultor no demuestra más que su obstinación e ignorancia. Más aún en Mallorca, donde la agricultura, aunque muy cuidada, está en pañales. En ningún lugar he visto trabajar la tierra con tanta paciencia y suavidad. Las máquinas más simples son desconocidas; los brazos del hombre, muy delgados y muy débiles, comparados con los nuestros, bastan para todo, pero con una lentitud increíble.
En la primavera de 1839, fue el regreso, necesariamente liberador, a Francia.
Al poner el pie sobre este bello buque de guerra, mantenido con la limpieza y elegancia de un salón, viéndonos rodeados de rostros inteligentes y afables, recibiendo los cuidados generosos y solícitos del comandante, del médico, de los oficiales y de toda la tripulación; al dar la mano al excelente y espiritual cónsul de Francia, señor Gautier D'Arc, saltamos de alegría sobre el puente gritando desde el fondo del alma: "¡Viva Francia!" Nos parecía haber dado la vuelta al mundo y dejar a los salvajes de la Polinesia por el mundo civilizado.
Una hermosa isla con los más magníficos paisajes salvajes en la que se encuentran algunas personas encantadoras, pero en general muy mal habitada y sobre todo mal gestionada, con una agricultura practicada con demasiada lentitud y una red de carreteras rústicas, insuficientes en el campo e intransitables con la lluvia. Una población desprovista de toda vida intelectual, regodeándose en su ignorancia con la actitud altiva de los fanáticos: esto es, en definitiva, lo que George Sand conserva y muestra de Mallorca.